# Gesse
De Gesse is een Zuid-Franse rivier.

## Bron en Loop
De Gesse heeft een lengte van 52 km. De rivier ontspringt op het plateau van Lannemezan gelegen in het departement Hautes-Pyrénées en vloeit bij Cadeilhan, in het departement Gers, uit in de Save, die op haar beurt uitmondt in de linkse oever van de Garonne. Ook stroomt de rivier in het departement Haute-Garonne.

## Plaatsen aan de Gesse
| - Bazordan - Arné | - Blajan - Boulogne-sur-Gesse | - Puymaurin - Cadeilhan |  |

## Zijrivieren
- Larjo
- Merdet

De 16,2 km lange Larjo stroomt in de rechter oever van de Gesse. De 6,8 km lange Merdet stroomt in in de linker oever van deze rivier.

## Toeristisch
Op de rivier kan gekanood worden. Er zijn mogelijkheden om te vissen.